# Nassarius glans
Ốc bùn bóng (Nassarius glans) là một loài ốc biển, là động vật thân mềm chân bụng sống ở biển thuộc họ Nassariidae.
Loài này có ở vùng biển Việt Nam.

## Miêu tả
Là một loài ốc biển có vỏ màu nâu bùn, bóng, có nhiều vân sọc ngang. Chiều dài 1,5–5 cm. Thân trắng, vàng có nhiều đốm đen nhỏ. Thân ốc chứa độc tố tetrodotoxin với hàm lượng 60 mg/kg. Nếu ăn loại ốc này (kể cả khi sống lẫn đã nấu chín), con người có thể tử vong ngay sau đó.

## Phân bố
Ốc bùn bóng phân bố chủ yếu ở Biển Hồng Hải, Ấn Độ Dương, Vịnh Thái Lan và Biển Đông.